# ГЕС Аппер-Тамакоші
ГЕС Аппер-Тамакоші – гідроелектростанція, що споруджується у Непалі. Використовуватиме ресурс із річки Тамакоші, лівої притоки Сан-Коші – верхньої течії Коші, великої лівої притоки Гангу.
В межах проекту річку перекриють бетонною греблею висотою 22 метри та довжиною 60 метрів, яка утримуватиме невелике водосховище із корисним об’ємом 1,2 млн м3. Зі сховища ресурс спершу потраплятимt до розташованих на правобережжі двох басейнів для видалення осаду довжиною по 225 метрів. Підготована вода прямуватиме дериваційним тунелем довжиною 8,4 км з перетином 32 м2, якbq переходитиме у напірний водовід довжиною 0,5 км. В системі також працюватиме вирівнювальний резервуар висотою 360 метрів. 
Споруджений у підземному виконанні машинний зал матиме розміри 142х13 метрів при висоті 25 метрів. Тут встановлять шість турбін типу Пелтон потужністю по 76 МВт, які використовуватимуть напір у 822 метра та забезпечуватимуть виробництво 2281 млн кВт-год електроенергії на рік.
Відпрацьована вода прямуватиме по відвідному тунелю довжиною 2,9 км з перетином 35 м2.
Видача продукції відбуватиметься по ЛЕП, розрахованій на роботу під напругою 220 кВ.
В майбутньому нижче по течії збираються створити каскад гідроелектростанцій. Так, у січні 2019-го оголосили тендер на споруджtння ГЕС Тамакоші V (101 МВт).